# Norby
Norby est un personnage de fiction. C'est le petit robot créé par Isaac et Janet Asimov, sa femme. Il a fait sa première apparition dans Norby, le robot fêlé (Norby, the Mixed-Up Robot, paru en 1983.
Il est apparu au total dans 11 romans de la série Norby. D'après Isaac Asimov, bien que Janet Asimov ait réalisé 90 % du travail, son « nom devait figurer sur le livre pour améliorer les ventes [et il] a revu le manuscrit et l'a peaufiné ».

## Les romans de la sérieNorby
- Norby, le Robot fêlé [« Norby, the Mixed-Up Robot »], 1983.
- L'autre secret de Norby [« Norby's Other Secret »], 1984.
- Norby et la princesse perdue [« Norby and the Lost Princess »], 1985.
- Norby et les envahisseurs [« Norby and the Invaders »], 1985.
- Norby et le collier de la reine [« Norby and the Queen's Necklace »], 1986.
- Norby trouve un méchant [« Norby Finds a Villain »], 1987.
- Norby sur terre [« Norby Down to Earth »], 1989.
- La grande aventure de Norby et Yobo [« Norby and Yobo's Great Adventure »], 1989.
- Norby et le plus vieux dragon [« Norby and the Oldest Dragon »], 1990.
- Norby et le bouffon [« Norby and the Court Jester »], 1991.
- Norby et le taxi terrifié [« Norby and the Terrified Taxi »], 1997Écrit seul par Janet Asimov, après la mort de son mari.

### Collections
Les romans Norby ont été réunis en collections (chacune avec une nouvelle image de couverture et un nouveau titre) par Ace Books
- The Norby Chronicles (avec 'Norby, the Mixed-Up Robot', et 'Norby's Other Secret'.)
- Norby : Robot for Hire (avec Norby et la princesse perdue et Norby et les envahisseurs).
- Norby Through Time and Space (avec Norby et le collier de la reine et Norby trouve un méchant).